# Snob
Pour les articles homonymes, voir Snob (homonymie).

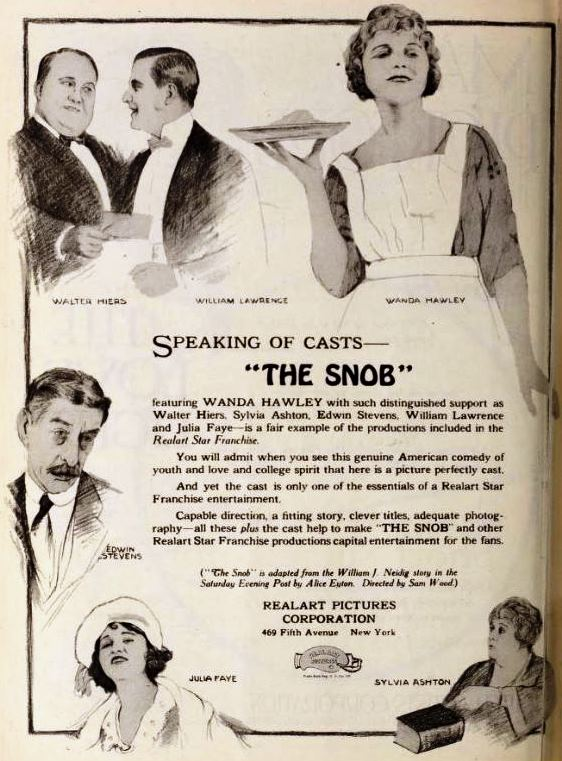
Publicité pour le film The Snob (1921), avec Wanda Hawley.

Un snob, c'est-à-dire une personne qui fait preuve de snobisme, cherche à se distinguer du commun des mortels. Désireux d'appartenir à une élite, le snob tend à reproduire le comportement d'une classe sociale ou intellectuelle qu'il estime supérieure. Souvent, il imite les signes distinctifs de cette classe, qu'il s'agisse du langage, des goûts, des modes ou des habitudes de vie. Il traite avec mépris ceux qu'il considère comme ses inférieurs.
Cette forme de mimétisme social, définie pour la première fois par William Makepeace Thackeray, fut analysée par des sociologues tels que l'Américain Thorstein Veblen ou l'Allemand Norbert Elias. En outre, au cours du XXe siècle, le snobisme inspira des études théoriques et pratiques à différents auteurs, parmi lesquels le français Marcel Proust ou les anglais Evelyn Waugh et Nancy Mitford.

## Les origines

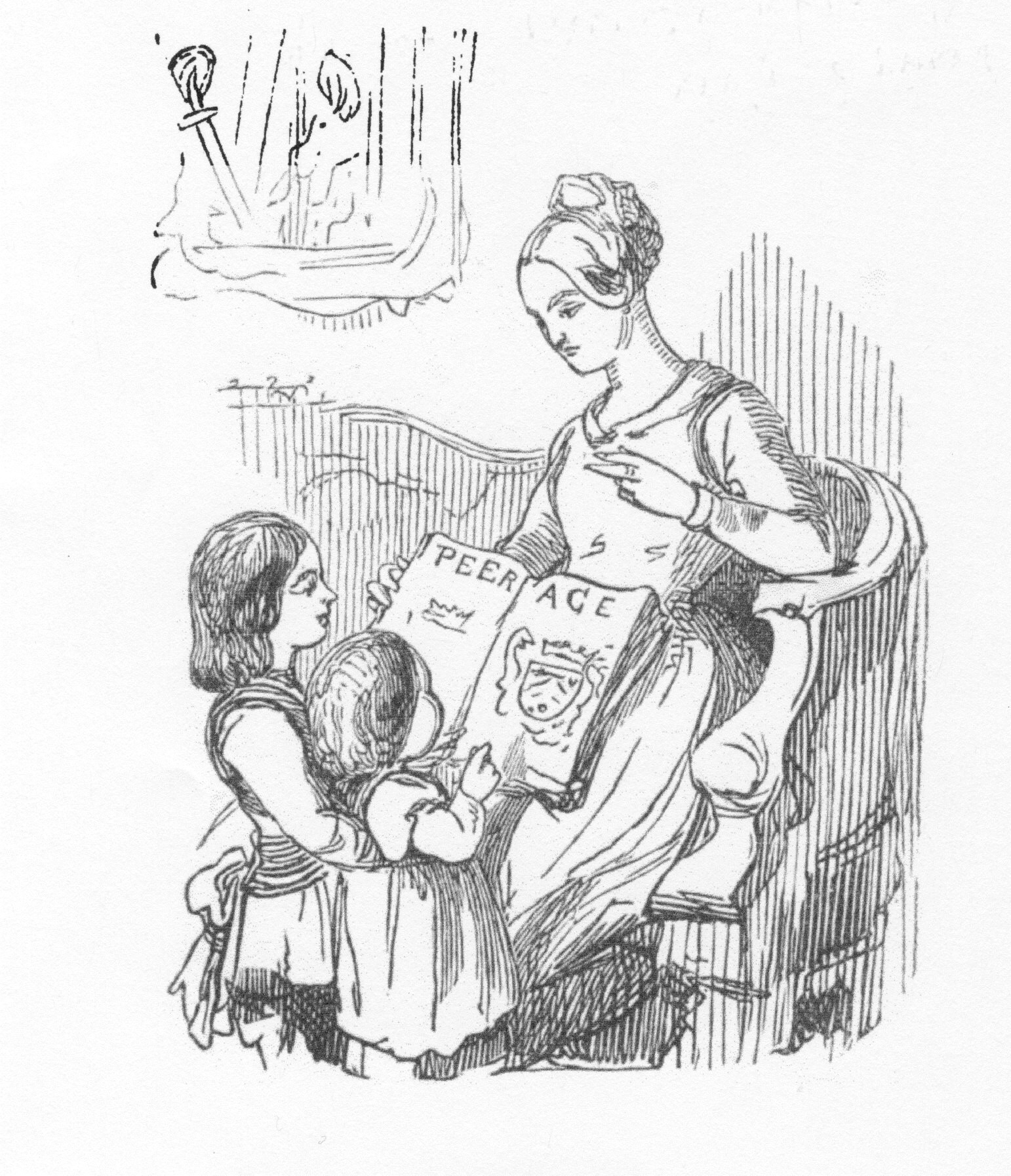
Gravure de Thackeray dans Le Livre des snobs (1848). Les enfants sont initiés au Peerage, autrement dit au guide généalogique de la noblesse britannique. Les deux références en ce domaine sont le Debrett (1769) et le Burke (1826).

À l'époque de l'Empire romain, pour récompenser les plébéiens méritants, l'empereur les autorisait à inscrire leurs enfants dans les écoles réservées à l'élite, aux patriciens (nobles). Cependant, pour bien marquer la différence entre les enfants nobles et ceux du peuple, les maîtres inscrivaient « s.nob. », abréviation de « sine nobilitate », en face du nom de ces derniers. 
Le mot snob a ensuite été repris par les Britanniques. Il se réfère à une forme d'argot en usage dans les années 1820 parmi les étudiants du Collège d'Eton ou de l'université de Cambridge. Dans ce cas, selon le Chambers Dictionary, snob signifie « homme de condition modeste ». Au lendemain de la bataille de Waterloo, le Royaume-Uni connut une importante révolution industrielle. Dans cette génération, nombreux furent les fils de la bourgeoisie qui eurent accès à de prestigieux établissements scolaires jusque-là fréquentés essentiellement par les enfants de l'aristocratie. L'appellation de snobs aurait alors désigné ces fils de la bourgeoisie par opposition aux nobs, les enfants de la nobility (noblesse), trop jeunes pour porter un titre nobiliaire et simplement qualifiés de « Honorables » : il importait de bien marquer la différence entre les deux classes sociales. Dans cette hypothèse, seule retenue par l'Académie française et considérée comme un exemple de fausse étymologie (et de rétroacronymie), l'étymologie de snob correspondrait au latin « sine nobilitate » (« sans noblesse »). 
Une autre hypothèse avancée par les linguistes indique que le terme snob proviendrait plutôt d'un mot anglais d'origine populaire désignant le métier de cordonnier que les étudiants de Cambridge ont repris à leur compte pour désigner les personnes extérieures à l'université,.
Quoi qu'il en soit, dès le début des années 1830 nobs et snobs formaient deux catégories bien distinctes, comme en témoigne un article du Lincoln Herald en date du 22 juillet 1831 : « The snobs have lost their dirty seats – the honest nobs have got 'em. » (« Les snobs ont perdu les sièges qu'ils ne méritaient pas, et les honnêtes nobles les ont obtenus. »).
Toutefois, le mot ne passa dans le langage courant qu'en 1848, lorsque parut le célèbre Livre des snobs de Thackeray, recueil de nombreux articles publiés par cet auteur dans le magazine satirique Punch et qui popularisa le sens moderne du terme.

## LeXXesiècle

### Début duXXesiècle

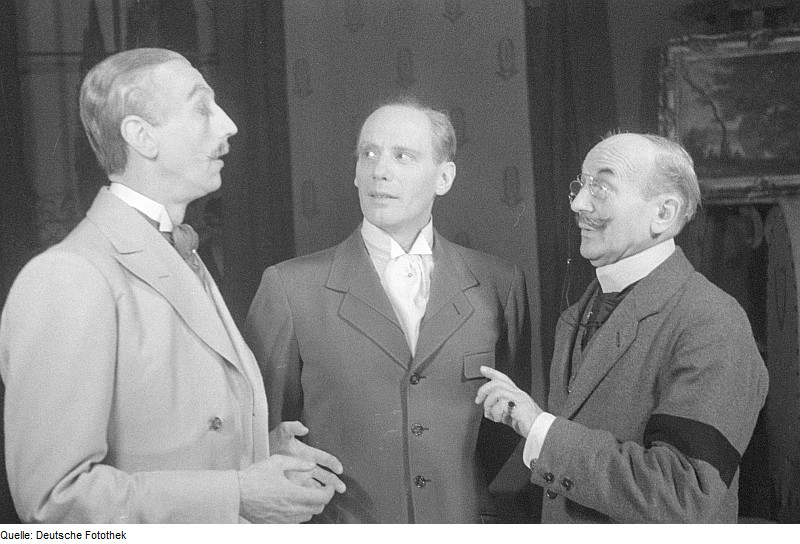
Der Snob (1913), représentation théâtrale à Berlin en avril 1946, photographie de.

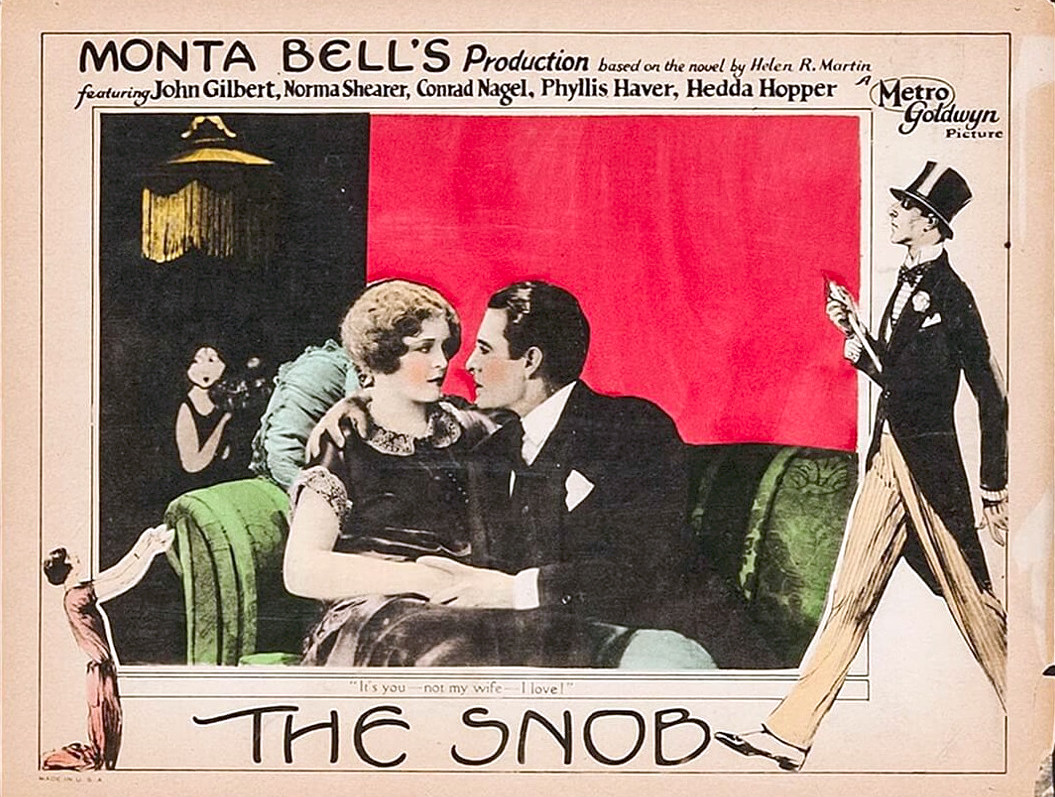
Affiche pour le film The Snob (1924), avec John Gilbert et Norma Shearer.

À l'orée du XXe siècle, Gustave Guiches (1860-1935) écrit une comédie intitulée Snob, créée le 5 avril 1897 au théâtre de la Renaissance, suivie en 1913 par Der Snob, comédie du dramaturge allemand Carl Sternheim (1878-1942). Dans les premières années du siècle, Bernard Shaw emploie le mot « snob » à propos d'un personnage qui juge les autres inférieurs à son rang.

### Marcel Proust
Dans À la recherche du temps perdu, Proust trace le portrait d’un certain nombre de snobs : Madame Verdurin et les membres de sa « coterie », l'ingénieur Legrandin et sa sœur la jeune marquise de Cambremer... Comme dans l’acception anglaise, le qualificatif de « snob » se situe pour lui à l’opposé de « noble ». Dans La Prisonnière, par exemple, il évoque une femme « snob bien que duchesse ».
Le snobisme des personnages de Proust passe par le mimétisme avec la classe jugée supérieure – en l'occurrence, l'aristocratie – et par l'adoption de ses codes, y compris dans la prononciation de certains mots ou patronymes. Ainsi, dans Sodome et Gomorrhe, Mme de Cambremer née Legrandin a-t-elle appris à dire « Ch'nouville » au lieu de « Chenouville », « Uzai » pour « Uzès » ou « Rouan » pour « Rohan ». Une jeune fille de la noblesse ayant dit devant elle « ma tante d'Uzai » et « mon onk de Rouan », Mlle Legrandin (future Mme de Cambremer) « n'avait pas reconnu immédiatement les noms illustres qu'elle avait l'habitude de prononcer : Uzès et  Rohan ; [...] la nuit suivante et le lendemain, elle avait répété avec ravissement : « ma tante d'Uzai » avec cette suppression de l'« s » final, suppression qui l'avait stupéfaite la veille, mais qu'il lui semblait maintenant si vulgaire de ne pas connaître qu'une de ses amies lui ayant parlé d'un buste de la duchesse d'Uzès, Mlle Legrandin lui avait répondu avec mauvaise humeur, et d'un ton hautain : « Vous pourriez au moins prononcer comme il faut : Mame d'Uzai ». »

### Les années 1950
En Grande-Bretagne et en Nouvelle-Angleterre, au cours des années 1950, la notion de snobisme a connu un intérêt accru auprès du grand public grâce au double concept de U and non-U. L'initiale U signifiait upper class, autrement dit la classe dominante et son mode de vie. À l'inverse, non-U désignait non pas les milieux populaires mais la petite bourgeoisie. Cette classification était due au professeur de linguistique Alan S. C. Ross (en), qui en 1954 consacra un article à ce sujet dans une revue finlandaise. L'article accordait une attention toute particulière aux différences de vocabulaire entre ces deux groupes U et non-U.
La romancière Nancy Mitford écrivit la même année un essai  sur ce thème, The English Aristocracy, publié par Stephen Spender dans son magazine Encounter. Elle y proposait un glossaire comparatif entre des termes apparemment synonymes mais en réalité connotés selon l'appartenance à la classe sociale. Par exemple, le mot looking-glass (miroir) était U ; le mot mirror ne l'était pas. Étaient U : drawing-room (salon), scent (parfum), schoolmaster (instituteur), spectacles (lunettes), vegetables (légumes), napkin (serviette de table), lavatory (WC), sofa. À l'inverse, étaient non-U leurs équivalents : lounge, perfume, teacher, glasses, greens, serviette, toilet ou WC, settee.
Loin d'en percevoir les intentions humoristiques, le public prit ce texte très au sérieux. L'essai de Nancy Mitford fut réédité en 1956  dans Noblesse oblige : An Inquiry into the Identifiable Characteristics of the English Aristocracy, enrichi par des contributions d'Evelyn Waugh, de John Betjeman et d'autres auteurs, ainsi que par l'article d'Alan S. C. Ross. Un poème de Betjeman, How to Get on in Society, concluait l'ensemble.
L'extrême gravité avec laquelle l'opinion publique se passionna pour le débat « U et non-U » reflétait peut-être les inquiétudes de la petite bourgeoisie britannique confrontée aux privations de l'après-guerre. Relayée par les médias, l'idée se propagea que chacun pouvait « progresser » en adoptant la culture et les usages d'une classe plus « distinguée » – ou, au contraire, ne le devait à aucun prix. Autrement dit, la différenciation entre U et non-U, censée fournir le mode d'emploi des us et coutumes de l'upper class, servit de bréviaire aux snobs.

## Dans la culture populaire
En France, dans sa chanson J'suis snob (1954), Boris Vian affirme être « encore plus snob que tout à l'heure ».
Quelques années plus tard, le personnage de Marie-Chantal, inventé par Jacques Chazot et incarné au cinéma par Marie Laforêt, représentera l'archétype de la jeune femme snob.
En 1967, dans l'épisode Meurtres distingués de la série Chapeau melon et bottes de cuir, l'intrigue tourne autour d'une école baptisée S.N.O.B. (Sociability, Nobility, Omnipotence, Breeding). Le professeur principal indique lui-même que le but de cette école est de faire « d'hommes vulgaires et sans éclat, des gentlemen ».

### En langue française
- Jacqueline Bel, Till R. Kuhnle (dir.), Péripéties du snobisme (Germanica 49), Université Lille-III, 2012
- Jacques Chazot, Les Carnets de Marie-Chantal, Stock, 1975
- Norbert Elias, La Société de cour, Champs/Flammarion, 1985
- Philippe Jullian, Dictionnaire du snobisme, préface de Ghislain de Diesbach, Bartillat, 2006
- Jean-Noël Liaut, Petit Dictionnaire du snobisme contemporain, Payot, 2006
- Nancy Mitford, Voyages et snobismes, Stock, 1964
- Marcel Proust, À la recherche du temps perdu, Gallimard, Pléiade, 1954
- Philippe du Puy de Clinchamps, Le Snobisme, PUF, 1966
- Frédéric Rouvillois, Histoire du snobisme, Flammarion, 2008  (ISBN 978-2-0812-0542-0) [présentation en ligne]
- William Makepeace Thackeray, Le Livre des snobs, GF Littérature, 1992
- Thorstein Veblen,  Théorie de la classe de loisir (1899), trad. fr. 1970, préf. Raymond Aron, Gallimard, coll. « Tel »
- Antonius Moonen,  Petit bréviaire du snobisme, L'Inventaire, 2010.
- Antonius Moonen,  Mini Bréviaire du Snobisme: (de 0 à 18 ans), Librinova, 2020.
- Virginia Woolf, Suis-je snob?, Poche, 2012.

### Autres langues
- (en) Jilly Cooper, Class, Corgi Adult, 1999
- (en) Joseph Epstein, Snobbery : The American Version
- (en) Kate Fox, Watching the English : The Hidden Rules of English Behaviour, Hodder & Stoughton, 2004
- (en) Nancy Mitford, Noblesse oblige, Hamish Hamilton, 1956
- (en) Charlotte Mosley (éd.), The Letters of Nancy Mitford and Evelyn Waugh, Hodder, 1996
- (it) Olghina di Robilant, Snob. Sine nobilitate, Mursia, Milano  (ISBN 9788842537885)